# Crepis pannonica
Crepis pannonica es una especie europea de planta perteneciente a la familia de las asteráceas. Es nativa de Europa oriental (Austria, República Checa, Hungría, Rumanía, Ucrania, Rusia, etc.) y el Cáucaso, también naturalizada en el Estado de Connecticut en Estados Unidos.
Crepis pannonica  es una planta perenne de hasta 130 cm de altura. Una planta puede producir hasta 8 pseudotallos, cada cual con hasta 90 flores.